# Roberval (Oise)
Roberval é uma comuna francesa na região administrativa de Altos da França, no departamento de Oise. Estende-se por uma área de 4,83 km². Em 2010 a comuna tinha 375 habitantes (densidade: 77,6 hab./km²).